# Annay-la-Côte
Annay-la-Côte ist eine französische Gemeinde mit 340 Einwohnern (Stand: 1. Januar 2022) im Département Yonne in der Region Bourgogne-Franche-Comté. Sie gehört zum Arrondissement Avallon und zum Kanton Avallon. Die Bewohner werden Annéens und Annéennes genannt.

## Geographie
Annay-la-Côte liegt etwa 37 Kilometer südöstlich von Auxerre und etwa fünf Kilometer nordnordwestlich von Avallon im oberen Tal der Yonne, am Hang eines hohen Hügels. Vom Gipfel (rund 338 m) lässt sich das hügelige Plateau nördlich von Avallon und weiter südlich die ersten Ausläufer des Morvan überblicken. Die beiden Landschaften sind sehr kontrastreich, Felder und Wiesen rund um Avallon und riesige Wälder des Morvan.
Aus hydrografischer Sicht profitiert die Gemeinde vom Zufluss mehrerer Bäche, der Ruisseau du Bouchin, der Ruisseau d’Aisy und der Ruisseau des Regains.
Umgeben wird Annay-la-Côte von den Nachbargemeinden Précy-le-Sec im Norden und Nordwesten, Lucy-le-Bois im Osten und Nordosten, Étaule im Südosten, Annéot im Süden, Tharot im Westen sowie Girolles im Westen und Nordwesten.

## Bevölkerungsentwicklung

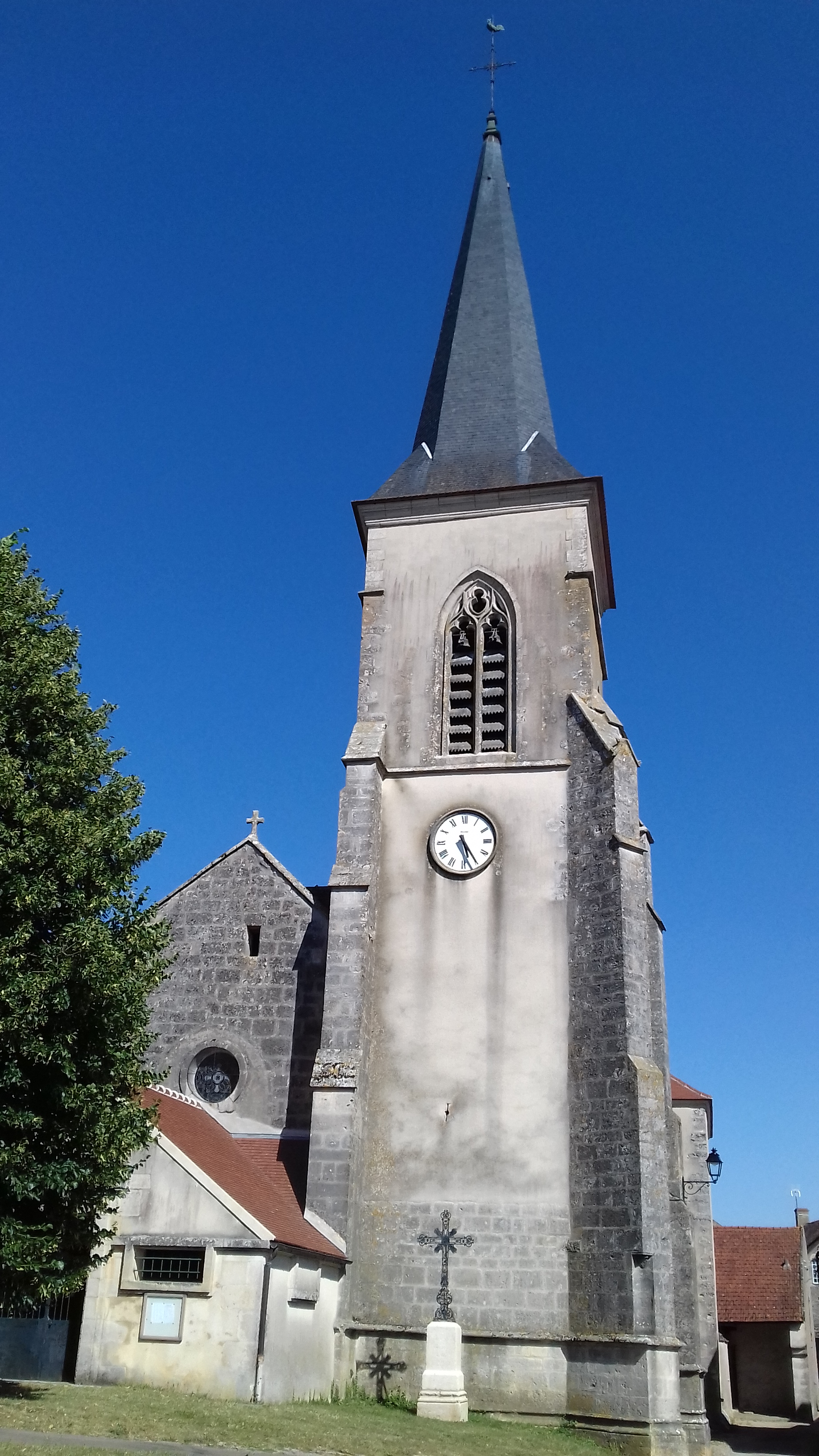
Kirche Saint-Marcel

| Jahr                       | 1962 | 1968 | 1975 | 1982 | 1990 | 1999 | 2006 | 2013 | 2020 |
| Einwohner                  | 229  | 228  | 328  | 389  | 340  | 338  | 356  | 340  | 350  |
| Quellen: Cassini und INSEE |      |      |      |      |      |      |      |      |      |

## Sehenswürdigkeiten
- Kirche Saint-Marcel aus dem 15. Jahrhundert

## Persönlichkeiten
- Jean-Bernard Rousseau (Bruder Scubilion, 1797–1867), geboren in Annay-la-Côte, Ordensgeistlicher der Brüder der christlichen Schulen, 1989 auf La Réunion seliggesprochen